# Comissió de la Llengua Lituana
La Comissió de la Llengua Lituana (en lituà: Valstybinė lietuvių kalbos komisija) és l'organisme oficial de la República de Lituània que regula la llengua lituana.
La Comissió de la Llengua es va posar en marxa el 1961 com una entitat no governamental, sota les proteccions de l'Acadèmia de Ciències de Lituània.
Ara, es tracta d'una institució estatal, fundada sota els auspicis del Seimas (Parlament) de Lituània. El mandat de la Comissió abasta no solament la regulació i normalització de la llengua, sinó també l'aplicació de la condició de llengua oficial. La Comissió decreta sobre qüestions lingüístiques obligatòries per llei a totes les empreses, organismes, institucions i mitjans de comunicació a Lituània.